# كأس فرنسا 1973–74
كأس فرنسا 1973–74 (بالفرنسية: Coupe de France de football 1973-1974)‏ هو الموسم 57 من كأس فرنسا. أشرف على تنظيمه اتحاد فرنسا لكرة القدم، وفاز فيه نادي سانت إتيان.